# スーパー6
『スーパー6』（スーパーシックス、英語ː The Super 6）は、アメリカ合衆国のスーパーヒーローテレビアニメ、ディパティエ・フレレング・エンタプライズ制作。米国で1966年から1967年で放送 。　日本では1970年6月18日から同年10月1日まで、フジテレビの毎週木曜7:15 - 7:45（JST）に放送、その後は東京12チャンネル → テレビ東京の『マンガのくに』で再放送された。

## あらすじ
「super service」に所属する6人のスーパーヒーローチームが犯罪と戦う。チームメイトはスーパーブウォイング（スーパーボーイ）、グラニートマン（スーパーストーン）、マグニートーマン（マグネットマン）、エレベーターマン、スーパースクーバやキャプテンワモ（キャプテンキーザー）。
放送フォーマットは3部構成で、1部が「Super Bwoing」、3部がスーパーブウォイング（スーパーボーイ）以外のヒーロー5名の内1名を1週交代で登場、そして第2部は頭が3つの「三つ子」が主人公作品『The Brothers Matzoriley』になっている。また各部の間には、スーパーブウォイング（スーパーボーイ）と他の5名の1人（稀に三つ子も）が共演するブリッジが放送された。なお『マンガのくに』では3部の内2部をアトランダムに選んで放送し、OP・ED・ブリッジは全てカットされた。

## キャラクター

### スーパー6
スーパーブウォイング / スーパーボーイ（Super Bwoing）
声：チャールズ・スミス / 吹き替え：石川進
スプリングのスーパーヒーロー。6人の中では一番若いがおっちょこちょいのトラブルメーカー。ギターに乗って空を飛ぶ。出撃の台詞は、原語では「Zip! Zam! Zowie! Swoosh!」、日本語吹き替え版は「シャバダバダ、シャバダバダ、〇〇!!」（〇〇は話に関係ある台詞が入る）。
グラニートマン / スーパーストーン（Granite Man）
声：リン・ジョンソン
花崗岩のスーパーヒーロー。全身が花崗岩で、強烈なパンチを誇る。普段は公園の銅像として眠りについているが、パートナーのパーシバル（ポッポちゃん）の呼びかけで目覚める。
マグニートマン / マグネットマン（Magneto Man）
声：ドーズ・バトラー
磁石のスーパーヒーロー。手を磁石型にして磁力線を発射し、敵の攻撃を吸い取る。
エレベーターマン（Elevator Man）
声：ポール・スチュワート
体が伸縮するスーパーヒーロー。ベルトのバックルのボタンを押して体を伸縮させる。担当話の時は彼のモノローグによるナレーションが入る。
スーパースクーバ（Super Scuba）
声：アート・ジョンソン
スクーバダイバーのスーパーヒーロー。水中戦が得意。普段はバブルスと共に、海底で待機している。
キャプテンワモ / キャプテンキーザー（Captain Whammo）
声：ポール・フリーズ / 吹き替え：近石真介
タイムワープヒーロー。ジョージ・ワシントンが活躍した時期など、過去の世界へタイムワープ出来る。出撃台詞は原典では「Thither,Yonder and Away!」、日本語版では「張り切って格好良くいきましょー!!」。

### スーパー6の協力者
パーシバル / ポッポちゃん（Percival）
声：
グラニートマン（スーパーストーン）のパートナーである小鳩。チーフからの連絡で公園に飛ぶと、グラニートマン（スーパーストーン）を目覚めさせる。
コール / コンピューター坊や（Cal）
声：
マグニートマン（マグネットマン）のパートナーである少年。コンピューターの様に頭脳が冴えている。
バブルス（Bubbles）
声：
スーパースクーバのパートナーにして秘書である人魚。
プライベート ハモ / イエッサー（Private Hammo）
声：
キャプテンワモ（キャプテンキーザー）のパートナー。「イエッサー」や「〜サー」が口癖。

### その他
チーフ（Super Chief)
声： / 吹き替え：八奈見乗児
「Super Service」の経営者。